# Arima Velodrome

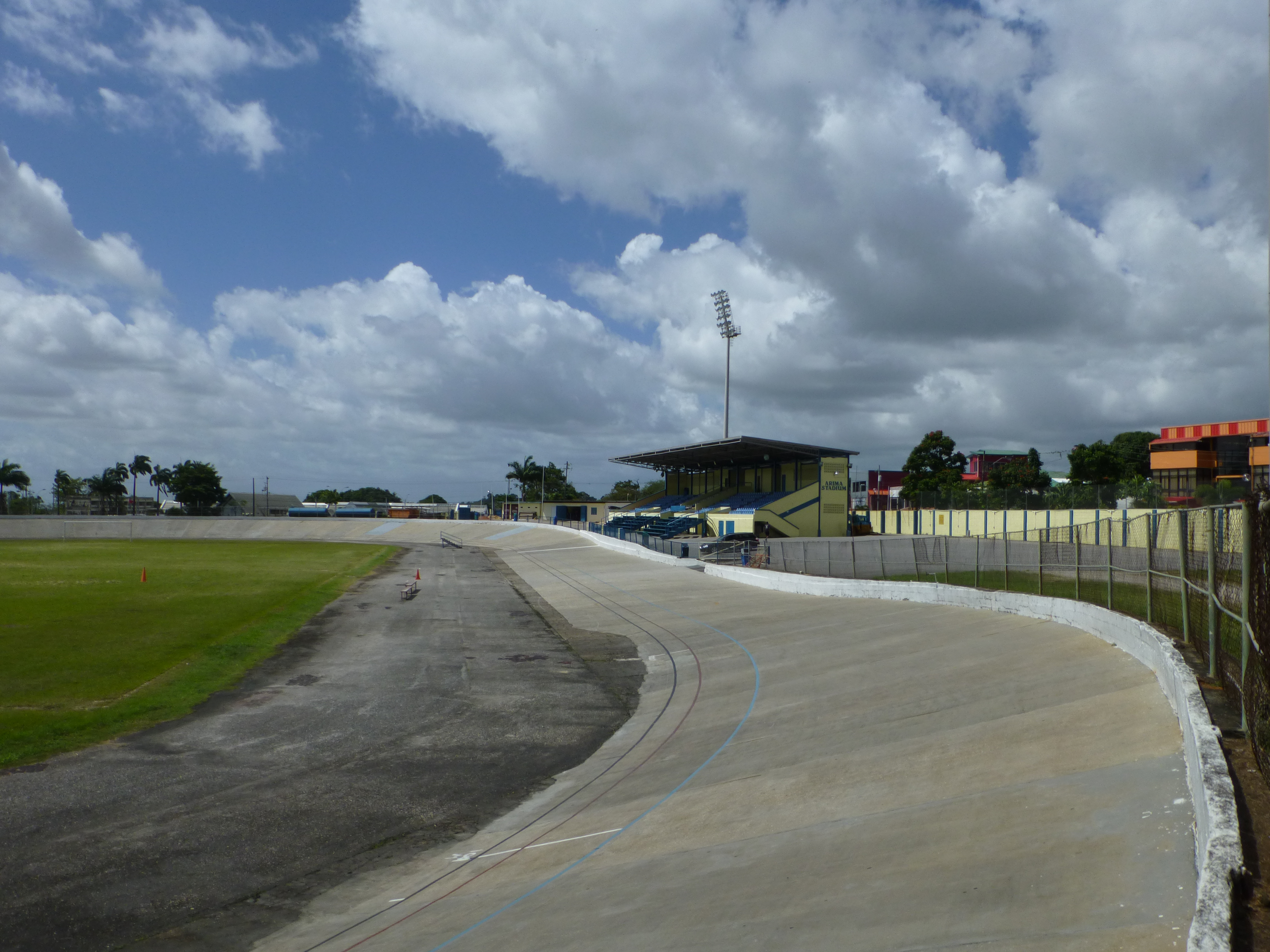
Das Arima Velodrome (2014)

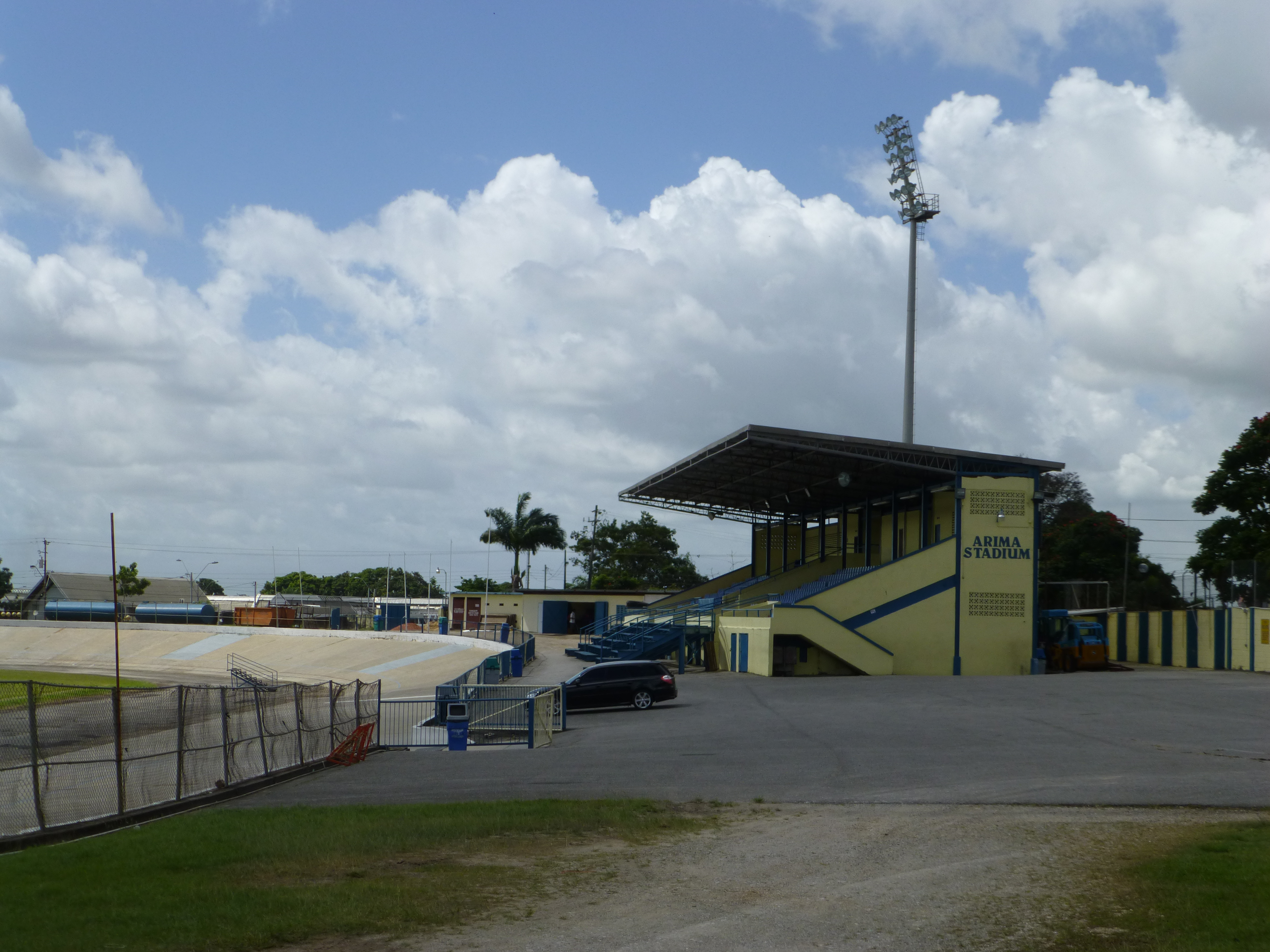
Zuschauertribüne

Das Arima Velodrome ist eine Radrennbahn in Arima in Trinidad und Tobago. Sie ist eine von fünf Bahnen im Land.
Das Arima Velodrome ist offen, 440 Meter lang, und der Belag ist aus Beton.  Sie wurde an der Stelle erbaut, wo zuvor seit mindestens 1906 eines der ersten Kinos von Trinidad und Tobago gestanden hatte, das Arima Savannah. Auf der Radrennbahn wurden wiederholt nationale Bahn-Meisterschaften ausgerichtet. Im März findet jährlich der  Easter International Cycling Grand Prix statt.
Da die Rennbahn lange Zeit über keine Beleuchtung verfügte, waren die Trainingszeiten eingeschränkt, weshalb 2016 eine Hallen-Radrennbahn, das National Cycling Centre, in der Nähe des Ato Boldon Stadiums in Couva erbaut wurde. 2018 wurde nach 30 Jahren wieder Licht im Arima Velodrome installiert.
Auf dem Rasen im Inneren der Bahn werden Fußballspiele ausgetragen; seit 2017 ist das Velodrom das Heimstadion des Erstligisten North East Stars FC. Das Velodrom wird auch für andere Veranstaltungen genutzt, wie etwa die First People’s Heritage Week im Jahr 2014, einer Veranstaltung der Amerindian-Community, oder Karnevalsparaden.